# SS Frankfurt
Le SS Frankfurt II est un paquebot transatlantique allemand de la compagnie Norddeutscher Lloyd de Brême construit en 1900 aux chantiers navals Joh. C. Tecklenborg AG à Geestemünde (Bremerhaven). Il appartient avec 6 autres navires à la classe Köln lancée entre 1899 et 1901. Il relie les ports allemands de la mer du Nord aux États-Unis via 2 routes : de Brême à Baltimore et de Brême à Galveston), routes sur lesquelles il transporte à la fois des émigrants et des marchandises en tant que cargo.
Il est cédé en 1919 au Royaume-Uni après le Traité de Versailles au titre de réparation de guerre et donné à la White Star Line. Rebaptisé Sarvistan en 1922, il accomplit une seconde carrière pour la Oriental Navigation Company de Hong Kong jusqu'à sa démolition en 1931 au Japon.
Il est surtout célèbre pour avoir été, avec le paquebot La Provence, le premier navire à capter les messages de détresse du Titanic la nuit de son naufrage (le 15 avril 1912).

## La classe Köln (Cologne)
Le SS Frankfurt, 2e du nom après celui de 1869, est un des sept navires d'une nouvelle classe de bateaux, la classe Köln, lancée à la fin du XIXe siècle et au début du XXe siècle (entre 1899 et 1902) par la Norddeutscher Lloyd pour servir à la fois de cargo et de transport d'émigrants à destination des États-Unis sur ses deux routes transatlantiques de Brême à Baltimore et à Galveston. Les six autres navires sont : le navire éponyme de la classe (le Köln II), le Hannover II, le Kassel, le Breslau, le Chemnitz et le Brandenburg. Les navires de cette classe avaient des caractéristiques similaires : environ 136 mètres de long pour 15 de large et 13 de profondeur et un poids d'environ 7 500 tonnes. Ils étaient surtout équipés pour accueillir une importante cargaison de grains et céréales avec une capacité de 8 850 tonnes et 11 000 m3.
Équipés de 50 cabines, ils pouvaient embarquer environ 1 600 passagers, essentiellement des émigrants européens à destination des États-Unis, très nombreux au tournant du XXe siècle à emprunter la route du Nouveau Monde en quête du Rêve américain et d'une vie meilleure en provenance d'Allemagne et de Scandinavie.
Les cabines étaient assez confortables et comparables en équipement à ce qui était offert aux passagers des paquebots transatlantiques de la compagnie. Les cabines d'entrepont pour les émigrants avaient aussi été pensées avec soin, accueillant entre 4 et 10 personnes.
Les navires étaient également prévus pour être reconvertis aisément en transport de troupes si nécessaire, notamment à la suite de l'expédition menée en Chine sous le commandement allemand pour mater la révolte des Boxers.

## Caractéristiques techniques
Le SS Frankfurt est le 3e de la série, lancé en 1900 après le Köln II et le Hannover II. D'une longueur de 131 mètres, d'une largeur de 16,5 et d'une profondeur de 12, il était propulsé par 2 turbines à vapeur à triple expansion de 6 cylindres au total, développant une puissance de 3 300 CV. Sa vitesse moyenne était approximativement de 12,5 nœuds et il déplaçait un tonnage de 7 431 GRT (grosses tonnes) environ.
Il était équipé d'une cheminée et de 2 mâts, d'une coque en acier et de 2 ponts et pouvaient embarquer, en plus de sa cargaison, 108 passagers de 1re classe et 1 889 d'entrepont (migrants).

## Carrière allemande
Construit en 1899 au quai 169 du chantier naval allemand Joh. C. Tecklenborg à Geestemünde, il est lancé le 17 décembre 1899 et effectue son voyage inaugural le 31 mars 1900 de Brême à Baltimore. Il sert sur cette route pendant 18 ans ainsi que sur celle de Brême à Galveston (qu'il emprunte pour la première fois le 25 décembre 1901). Il effectue également six voyages à destination de l'Amérique du Sud à partir du 19 septembre 1908. À partir de 1910, il dessert également le port de Philadelphie puis, en 1914, celui de La Nouvelle-Orléans.
Dès le début de la Première Guerre mondiale, en août 1914, il reste à quai à Brême avant d'être confisqué par la Marine britannique à la fin de la guerre. À la suite du Traité de Versailles, il est cédé par la République de Weimar au Royaume-Uni au titre de dédommagement des réparations de guerre comme de nombreux navires allemands cédés aux vainqueurs et comme ses sister-ships.

## Carrière britannique
Il est affrété par la White Star Line jusqu'en 1922 où il est rebaptisé Sarvistan et vendu à une compagnie hong kongaise, la Oriental Navigation Company.
Il est transformé et équipé d'une double hélice et déplace un tonnage légèrement plus élevé de 7 714 GRT (grosses tonnes). Il sert désormais comme transport de pèlerins musulmans (il peut en convoyer 1 605) à destination des Lieux saints d'Arabie saoudite, notamment de Bombay à Jeddah avant d'être finalement démoli au Japon en 1931.

## LeFrankfurtet leTitanic
Dans la nuit du naufrage du Titanic en avril 1912, le Frankfurt se trouve à proximité du géant des mers. Sur la route retour de Galveston à Brême, il est à environ 153 milles nautique au sud-ouest du paquebot de la White Star Line et est le premier navire avec La Provence à capter le premier message de détresse du Titanic envoyé le 15 avril 1912 à 0 h 15.
Après avoir reçu le CQD du Titanic et sa position, le Frankfurt répond « OK standby ». À 0 h 34, le Frankfurt s'enquiert de la situation du Titanic. L'opérateur radio du Titanic, Jack Phillips le rabroue d'un sec « Vous êtes un imbécile ; tenez-vous à l'écart ! » L'opérateur radio du Frankfurt comprend ce message comme une invitation à ne pas venir à son aide et ne fait hélas pas route vers le Titanic. À 1 h 35, il demande pourtant au Titanic si d'autres navires sont arrivés sur les lieux mais la question reste sans réponse. Enfin, à 1 h 45, il tente une dernière fois de contacter le navire en détresse, sans succès.